# Tata Steel IJmuiden
Tata Steel IJmuiden is een staalproductiecomplex in Nederland. Het is een onderdeel van Tata Steel Nederland, dat zelf een dochteronderneming is van de Indiase Tata-groep. Deze locatie is Tata Steels grootste productielocatie in Europa.

## Geschiedenis

### Koninklijke Hoogovens
De Koninklijke Nederlandsche Hoogovens en Staalfabrieken (ook Hoogovens of KNHS) werd opgericht op 20 september 1918. Het bedrijf werd gefinancierd door de Nederlandse Staat, de gemeente Amsterdam, Nederlandse ondernemingen en particuliere investeerders, en diende om minder afhankelijk te zijn van de import. Het werd gesitueerd in de IJmond, vanwege de goede ligging aan zee en vervoersmogelijkheden via het Noordzeekanaal.
In 1972 fuseerden Hoogovens en Hoesch tot Estel. Deze fusie werd in 1982 alweer ongedaan gemaakt, als gevolg van de staalcrisis in Europa en botsende culturen. Toen was het probleem dat het gunstiger gelegen en modernere Hoogovens beter draaide dan de Duitse staalfabrieken.

### Corus
Corus ontstond in oktober 1999 door een fusie tussen Koninklijke Hoogovens en British Steel. Dit laatste bedrijf was in 1988 onder de regering van de Britse premier Margaret Thatcher geprivatiseerd. De fusie zorgde voor veel commotie onder de Britten, omdat zij wederom een Britse gigant zagen verdwijnen in (gedeeltelijk) buitenlandse handen. De Corus Group had in 2005 productievestigingen in zeventien landen, 48.000 werknemers en een omzet van ruim €13 miljard.

### Tata Steel
Het Braziliaanse staalbedrijf CSN deed in november 2006 een bod op Corus. Na een veiling heeft de Britse fusieautoriteit het concern vervolgens op 31 januari 2007 echter toegewezen aan het Indiase staalbedrijf Tata Steel, dat het hoogste bod deed. Op 3 april 2007 nam Tata Corus over voor 8,1 miljard euro. Per aandeel werd 608 Britse pence geboden. Door deze overname steeg Tata-Corus op de wereldranglijst van staalproducenten van de achtste naar de vijfde plaats. Tata deed de overname omdat het zijn staalproductievolume wilde vergroten tot 40 miljoen ton per jaar. 
Tata beschikt over ijzererts- en kolenmijnen en is bezig zijn productiecapaciteit uit te breiden door nieuwe fabrieken te bouwen in India. Corus kon profiteren van betere toegang tot erts en kolen uit eigen mijnen en van de halffabricaten die door de nieuwe fabrieken werden geleverd. Via Corus had Tata toegang tot de Europese markt en tot hoogwaardige technologie. Vanaf 27 september 2010 opereerde Corus als Tata Steel Europe.

### ThyssenKrupp
Op 17 september 2017 werd een voorgenomen fusie tussen Tata Steel Europe en de staalactiviteiten van ThyssenKrupp bekendgemaakt. De 50/50-joint venture zou verder gaan als ThyssenKrupp Tata Steel. Op 10 mei 2019 werd bekendgemaakt dat de fusie niet doorging omdat de Europese Mededingingsautoriteit eiste dat diverse bedrijfsonderdelen werden afgestoten waardoor de kostenvoordelen van de voorgenomen fusie vrijwel helemaal wegvielen. Op 11 juni 2019 kwam de Europese Commissie met het besluit om de fusie te verbieden.

### Tata Steel Nederland
In 2021 werd Tata Steel Europe gesplitst in een Britse en een Nederlandse tak. Tata Steel UK en Tata Steel Nederland vallen rechtstreeks onder het Indiase moederbedrijf en Tata Steel Europe hield op te bestaan. De splitsing was een historisch moment, na 22 jaar samenwerking met de Britse tak. Onder Tata Steel Nederland valt Tata Steel IJmuiden als de grootste locatie van het bedrijf.

## Activiteiten

Kaart van Tata Steel IJmuiden met daarin de verschillende fabrieken op het terrein aangegeven

Het grootste bedrijf van Tata Steel in Europa is het geïntegreerde staalbedrijf in Velsen-Noord. Het terrein van Tata Steel IJmuiden is het grootste aaneengesloten bedrijfsterrein van Nederland en ligt in de gemeenten Heemskerk, Beverwijk en Velsen. Het bedrijf produceert vooral rollen hoogwaardig en bekleed staal. De oorspronkelijke naam Koninklijke Hoogovens, refereert nog aan de eerste activiteit, die vooral uit het produceren van (giet)ijzer met behulp van hoogovens bestond. In 2005 bedroeg de productie in Nederland 6,9 miljoen ton. Ter vergelijking: de productie in 1924 bedroeg 0,27 ton ruwijzer. Het staal wordt gebruikt in de auto-industrie, de bouw en de verpakkingsindustrie (bijvoorbeeld in drankblikjes en spuitbussen). Staal van Tata Steel IJmuiden wordt ook toegepast in buizen, batterijen en witgoed.
Het Hoogoventerrein telt dertien fabrieken. Op het terrein, dat deels in Heemskerk ligt, deels in Beverwijk en Velsen, staan onder andere twee cokesfabrieken, een pellets- en sinterfabriek, twee hoogovens (6 en 7), oxystaalfabrieken, drie continugietmachines, waarvan een geïntegreerd met een warmbandwalsstraat, een warm- en een koudbandwalserij en diverse fabrieken waar het staal bekleed wordt met zink, tin, chroom of lak, zoals in de dompelverzinklijn.
Daarnaast zijn er vier havens, waarvan twee een directe verbinding met de Noordzee vormen. De Onderzoek en Ontwikkelingsafdeling van Tata Steel IJmuiden vormt een belangrijk onderdeel van het bedrijf. Grote onderhouds-, renovatie- en nieuwprojecten worden uitgevoerd door het interne ingenieursbureau Projects & Technical Consultancy (PTC).
In 2005 werkten bij Tata Steel Nederland 12.000 mensen, waarvan 9500 bij de vestiging te IJmuiden. Met een jaaromzet van 2,2 miljard euro in 2005 was Tata Steel Europe in Nederland een van de grootste Nederlandse bedrijven en daarnaast een van de weinige grote Nederlandse bedrijven actief in de basisindustrie. De winst over 2007 bedroeg 695,6 miljoen euro.
In 2022 werkten er 9.000 mensen bij Tata Steel IJmuiden. Bovendien is Tata Steel IJmuiden indirect verantwoordelijk voor zo'n 30.000 banen in de regio.

## Maatschappelijke kritiek
De fabriek van Tata Steel staat sinds 1918 in IJmuiden. De fabriek stoot giftige stoffen uit en bedreigt daarmee volgens critici de gezondheid van 150.000 omwonenden. Longkanker komt in deze omgeving tot 51% meer voor.

## Duurzaamheid

### Duurzaamheidsmissie
Sinds de afsplitsing van de Britse tak is de Nederlandse tak zelfstandig en mag deze direct onder het Indiase moederbedrijf Tata Steel keuzes voor het bedrijf maken. De nieuwe richting waar het bedrijf wil ingaan is duidelijk: groen staal in een schone leefomgeving. Onlangs is al de keuze gemaakt voor een waterstofroute als onderdeel van deze duurzaamheidsstrategie. Het bedrijf heeft aangekondigd in 2023 de neerslag van stof in de directe woonomgeving met 65% te verminderen. Daarnaast is het plan voor 2026 de uitstoot van fijnstof te verminderen met 35% en die van zware metalen met 55%. Deze plannen zijn een reactie op jaren van onvrede bij de bewoners rondom Tata Steel IJmuiden, ooit ‘de parel van IJmuiden’, en de slechte onderzoeksresultaten van het RIVM naar de gezondheidsrisico's van de stoffen in de lucht van de IJmond-regio.

### CO2en procesinnovatie via HIsarna
De Nederlandse productiefaciliteiten van Tata Steel produceren jaarlijks ongeveer 12,5 miljoen ton CO2, en zijn daarmee verantwoordelijk voor ongeveer 8 procent van de totale nationale CO2-uitstoot van Nederland. Daarnaast stoot Tata Steel zware metalen uit, zoals lood, chroom, magnesium en vanadium. Zo is Tata Steel de grootste loodvervuiler van Nederland.
Bij Tata Steel IJmuiden loopt het onderzoeksproject HIsarna. HIsarna is de samentrekking van ‘hismelt’ (smeltvat) en ‘isarna’, oud-keltisch voor ijzer. Dit is een nieuwe techniek, die de conventionele hoogoven en aanverwante activiteiten zoals sinter-, pellet-, en cokesfabricage overbodig maakt. Bij HIsarna wordt aan de bovenzijde van de reactor ijzererts en zuurstof ingeblazen. Door verbranding van de aanwezige procesgassen ontstaat CO-gas van 1600°C. Contact met dit hete gas in een cycloon maakt het ijzererts vloeibaar. Door hier metallurgisch poederkool te injecteren ontstaat vloeibaar ruwijzer wat verder verwekt kan worden tot staal. Andere voordelen zijn dat een breder scala aan grondstoffen mogelijk is en de afgassen bestaan uit vrijwel zuivere CO2 en dit maakt het proces zeer geschikt voor CO2-afvang en -opslag (Carbon Capture and Storage-CCS). Zonder CCS is er 20% reductie in CO2 en 20% energiebesparing en met CCS komt de CO2 reductie uit op 80%. Er loopt een duurproef vanaf oktober 2017 met een looptijd van zes maanden. Uit de test bleken de resultaten beter dan verwacht, een halvering van CO2- en energiereductie was mogelijk. De proefinstallatie heeft een jaarcapaciteit van 40.000 ton. Tata Steel hoopt over zeven jaar een volwaardige installatie in bedrijf te hebben van 1 à 1,5 miljoen ton per jaar. In november 2018 werd bekend dat een nieuwe en grote installatie in India zal worden gebouwd. Binnen vier tot vijf jaar moet deze operationeel zijn met een capaciteit van 0,5 miljoen ton per jaar.
Ook procesinnovatie middels het HIsarna-proces, zal in de periode tot aan 2030 geen mogelijkheden bieden voor significante reductie van broeikasgasemissies, aangezien pas in 2022 zou kunnen worden begonnen met een grootschalige demonstratie-installatie.

## Varia

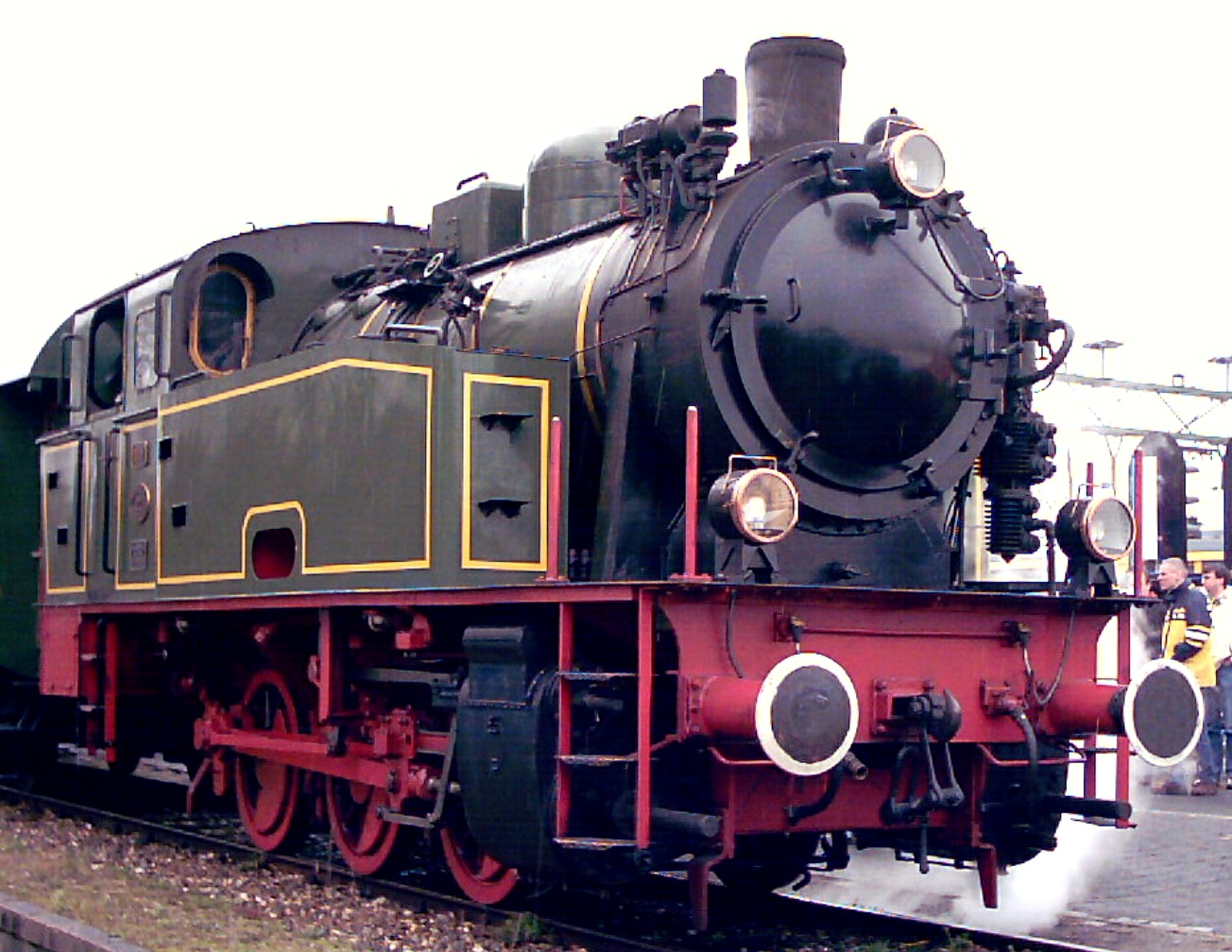
Stoomlocomotief 22 van Hoogovens Stoom IJmuiden.

- Het bedrijf heeft een eigen spoorwegnet, dat bij Beverwijk is aangesloten op het Nederlandse spoorwegnet. Naast het goederenvervoer met eigen diesellocomotieven vinden er regelmatig toeristische ritten plaats met stoomlocomotieven, geëxploiteerd door Hoogovens Stoom IJmuiden.
- Er is ook een eigen orkest: het Tata Steel Orkest. Tot Operatie Decibel in 1995 had het zelfs een eigen netnummer: 02514. Het bedrijf beschikt over een brandweerkorps, een garage en een tankstation.
- Het sponsort sinds vele jaren het schaaktoernooi Tata Steel Chess Tournament, dat tot en met 2002 het Hoogovenstoernooi heette. Het wordt jaarlijks in januari in Wijk aan Zee gehouden (vroeger in Beverwijk). Dit is een van de bekendste schaaktoernooien ter wereld en bestaat sinds 1938.
- Bij de staalproductie kunnen werknemers door ongelukken brandwonden krijgen. Daarom is het grootste Nederlandse brandwondencentrum in Beverwijk gevestigd, in het Rode Kruis Ziekenhuis, dicht bij de hoogovens. Op het terrein is ook een compleet ingerichte eerste hulppost van het Rode Kruis Ziekenhuis aanwezig.
- In 2015 is op het terrein van Tata Steel IJmuiden op meerdere plekken het kalkpurpersteeltje (Ceratodon conicus) voorkomt. Dit is een mossoort die destijds nergens anders in Nederland voorkwam. [27]